# Konsajärvi
Konsajärvi är en sjö i Finland. Den ligger i kommunen Rovaniemi i landskapet Lappland, i den norra delen av landet, 800 km norr om huvudstaden Helsingfors. Konsajärvi ligger 190,3 meter över havet. Arean är 61,4 hektar och strandlinjen är 5,54 kilometer lång. Sjön  ingår i Kemi älvs huvudavrinningsområde.   Den ligger vid sjön Unari. Den sträcker sig 2,7 kilometer i nord-sydlig riktning, och 0,8 kilometer i öst-västlig riktning.